# Kirche Nochten

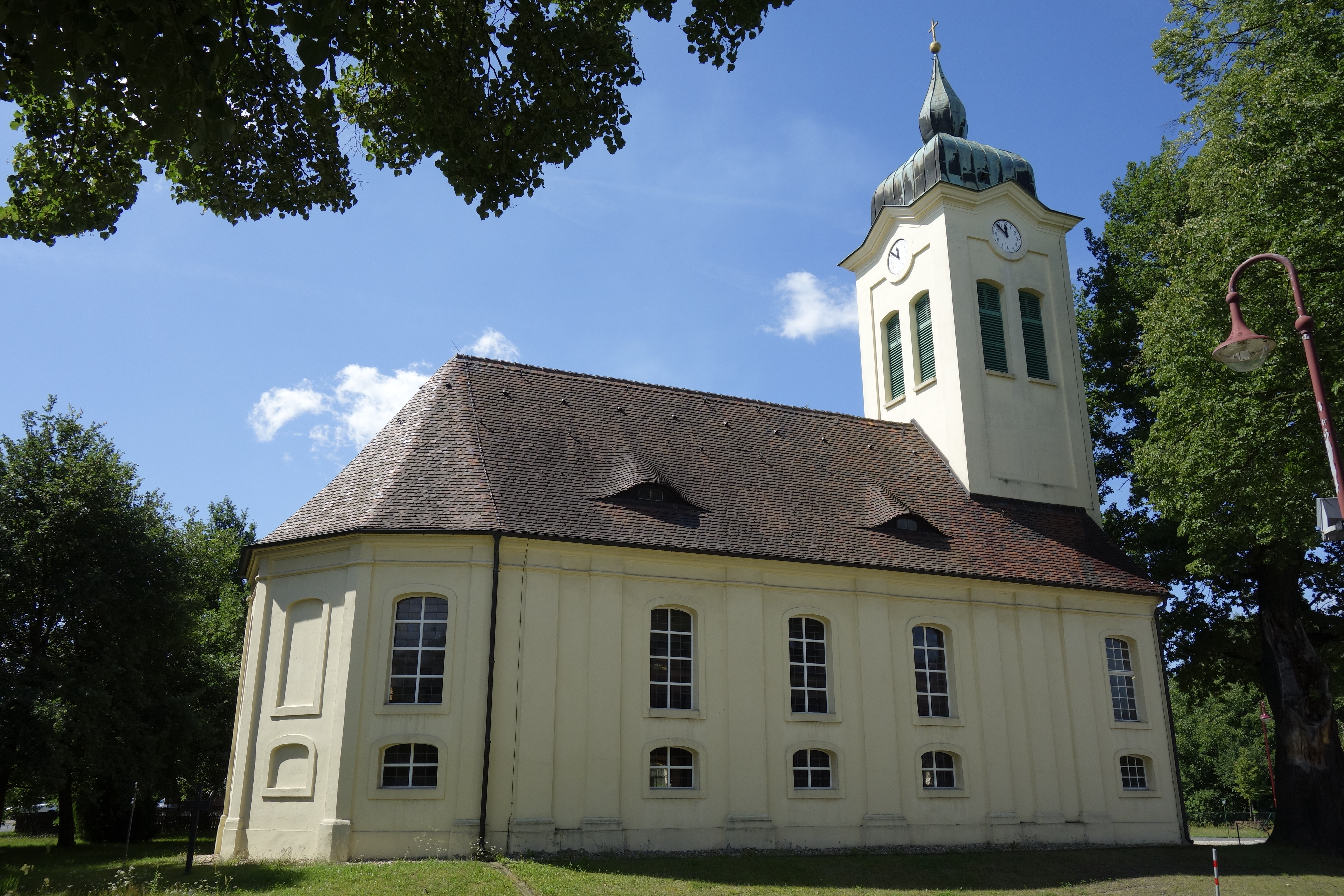
Pfarrkirche Nochten (2017)

Die Kirche Nochten (obersorbisch Wochožanska cyrkej) ist das Kirchengebäude im Ortsteil Nochten der Gemeinde Boxberg/O.L. im Landkreis Görlitz in Sachsen. Es gehört der Kirchengemeinde Nochten-Boxberg im Kirchenkreis Schlesische Oberlausitz der Evangelischen Kirche Berlin-Brandenburg-schlesische Oberlausitz und steht unter Denkmalschutz.

## Baubeschreibung

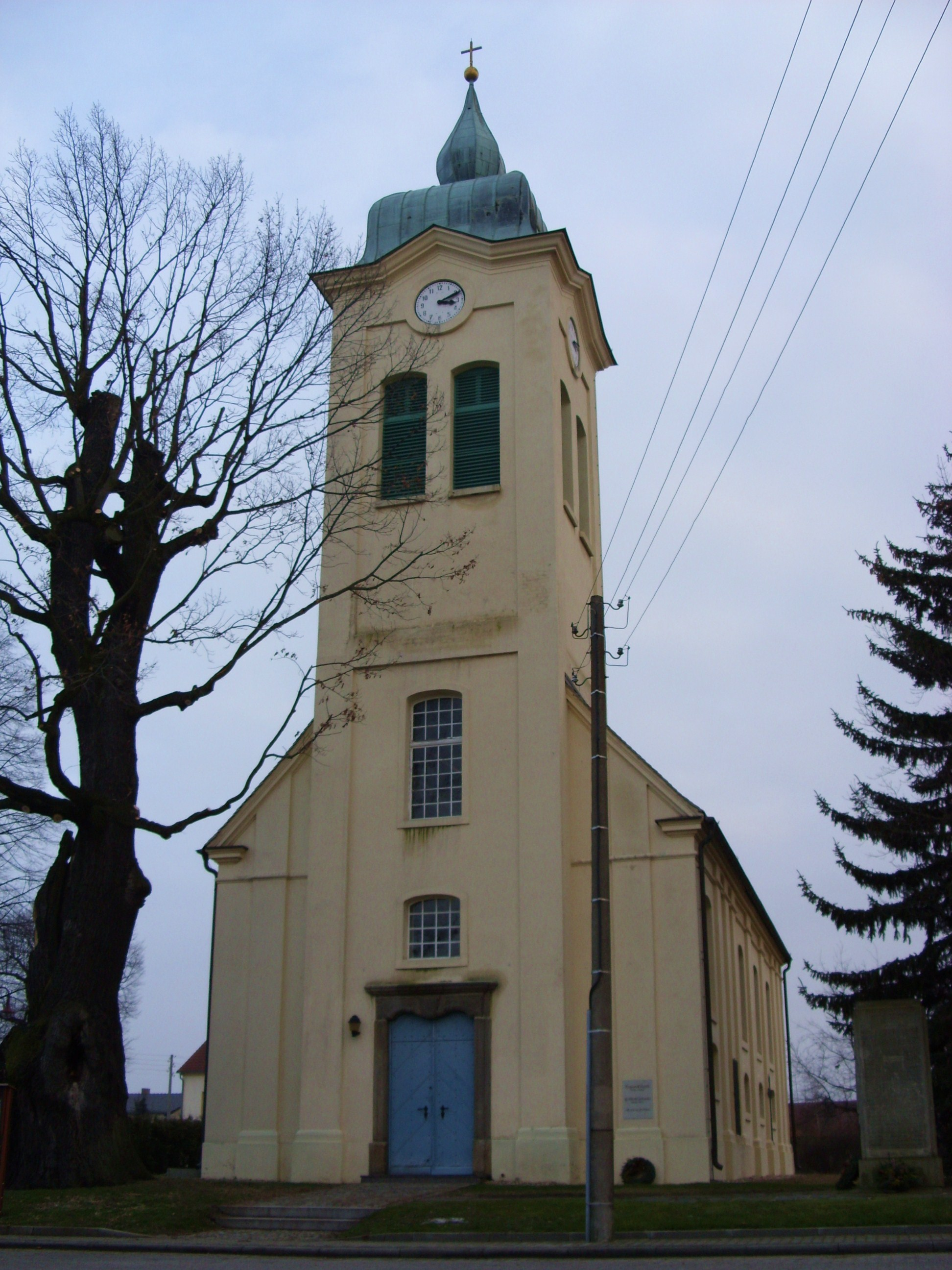
Blick zum Kirchturm (2009)

Bereits in der Kopie der Kirchenmatrikel des Bistums Meißen aus dem Jahr 1495 wurde eine Kirche in Nochten erwähnt, die zunächst als Filialkirche zu Gablenz gehörte und der Propstei Budissin untergeordnet war. Das Dorf gehörte zu dieser Zeit schon zur Standesherrschaft Muskau. 1627 wurde Nochten Pfarrdorf. Die erste Kirche wurde 1695 aufgrund baulicher Mängel abgerissen und durch einen Neubau aus Holz ersetzt. Dieser brannte am 19. Juni 1740 nieder und wurde acht Jahre später unter Leitung und Finanzierung durch den Muskauer Standesherrn Johann Alexander Graf von Callenberg als Dorfpatron in barocken Formen wieder aufgebaut. 1759 erfolgte der Einbau der Emporen. Anfang des Jahres 1882 wurden das Kirchdach und ein Teil des Turms durch einen Blitzschlag zerstört. Im Sommer des Jahres wurde mit den Sanierungsarbeiten begonnen, im August 1882 schlug jedoch erneut der Blitz in die Kirche ein.
Im Jahr 1899 wurden im Kirchturm drei Bronzeglocken in Betrieb genommen. Zwei dieser Glocken wurden während des Ersten Weltkrieges beschlagnahmt und zugunsten der Waffenproduktion eingeschmolzen. 1925 stiftete der Dorfpatron Adolf von Arnim zwei neue Glocken, die jedoch aufgrund baulicher Mängel am Tragsystem nicht sofort in Betrieb genommen werden konnten. Im September 1926 wurde der alte Turm abgerissen und durch einen massiven Turm ersetzt. 1934 erfolgte eine Sanierung des Innenraums, der mit dem Erntedankgottesdienst wieder eröffnet wurde. Im Jahr 1995 wurde die Nochtener Kirche erneut saniert.
Die große Saalkirche ist ein mit Lisenen gegliederter Putzbau mit Satteldach. Das Kirchenschiff mit Fünfachtelschluss hat ein nach Osten abgewalmtes Satteldach und an den Langseiten jeweils vier große und darunter jeweils kleine Korbbogenfenster. Am Fünfachtelschluss sind drei Felder mit Korbbogenfenstern und zwei Felder mit entsprechenden Blenden versehen. Der eingezogene Westturm hat über dem Eingangsportal zwei Korbbogenfenster. Im oberen Turmbereich sind Turmuhren und Klangarkaden angeordnet; abgeschlossen wird der Turm durch eine Zwiebelhaube. Im Innenraum befindet sich eine Putzdecke mit einem bemalten Schmuckband am Rand. An drei Seiten verläuft eine eingeschossige Empore, die Orgelempore mit konvexer Brüstung und gebauchten Pfeilern. Auf den Brüstungsfeldern sind Spruchkartuschen mit sorbischsprachigen Bibelversen angebracht.

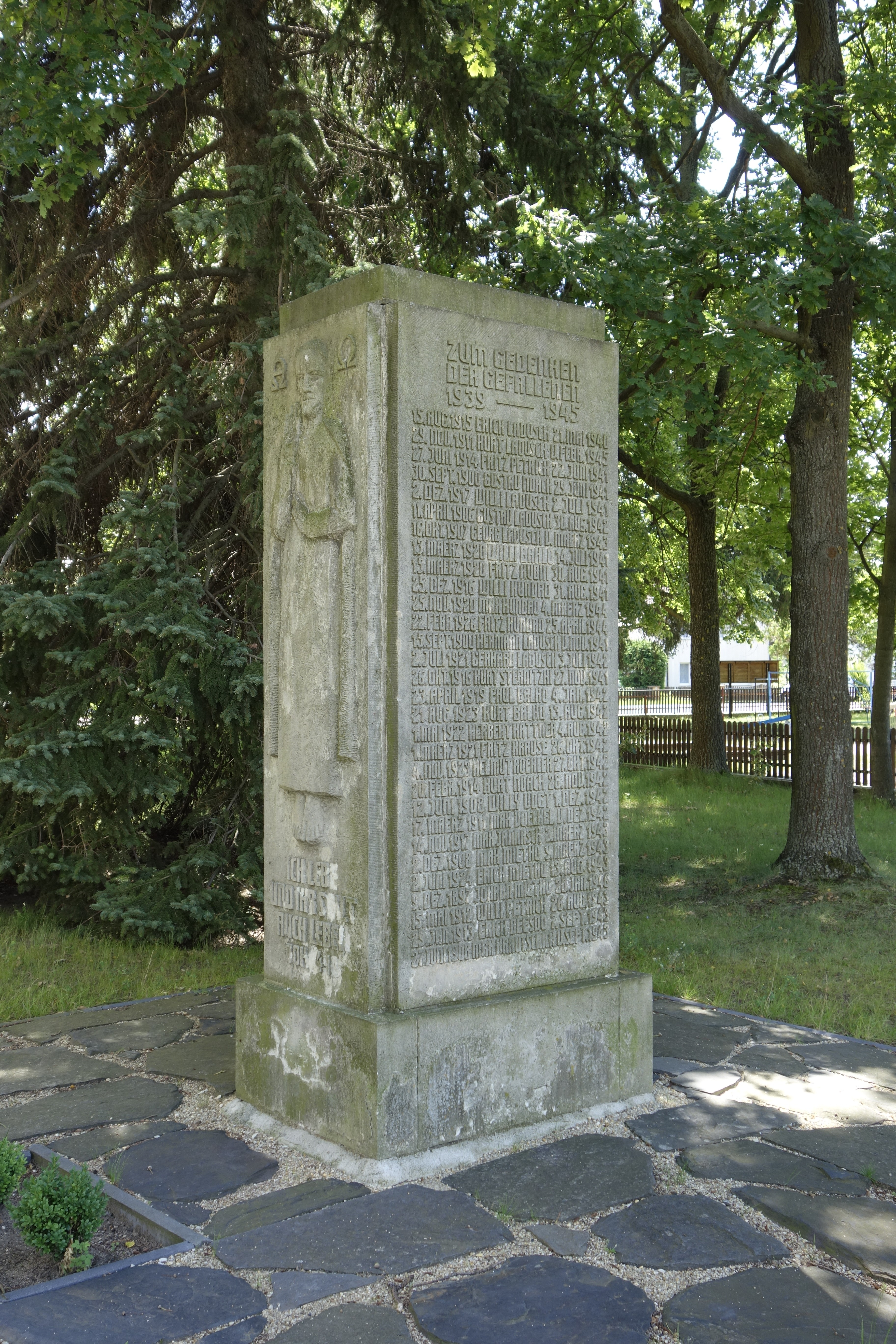
Gefallenendenkmal vor der Kirche (2017)

Vor der Nochtener Kirche steht ein Gefallenendenkmal für die während des Zweiten Weltkrieges gefallenen bzw. verschollenen Soldaten aus der Nochtener Kirchengemeinde. Den Gefallenen des Ersten Weltkrieges wird auf Inschriftplatten im Kircheninneren gedacht.

## Ausstattung

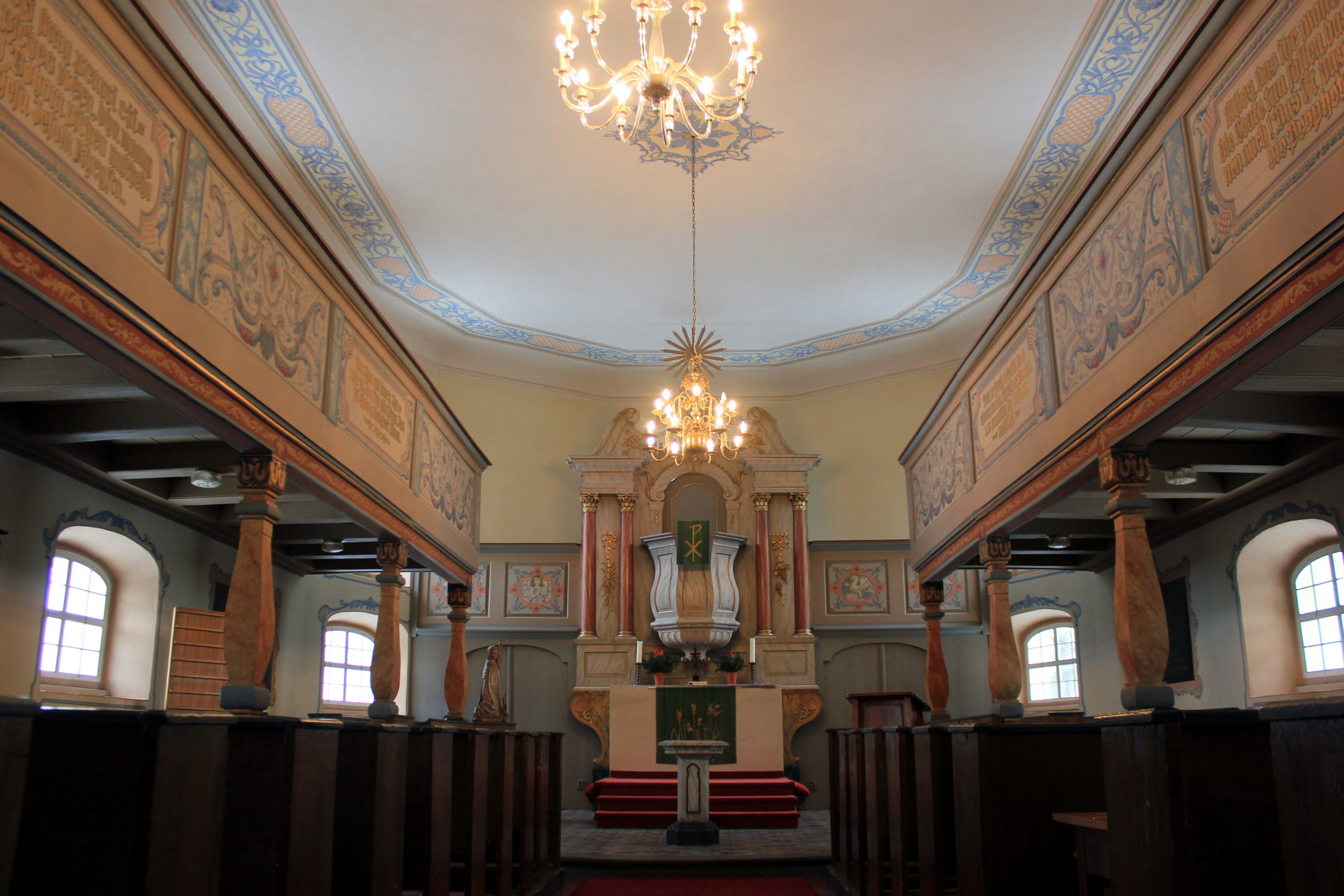
Innenraum mit Emporen und Kanzelaltar aus dem 15. Jahrhundert (2017)

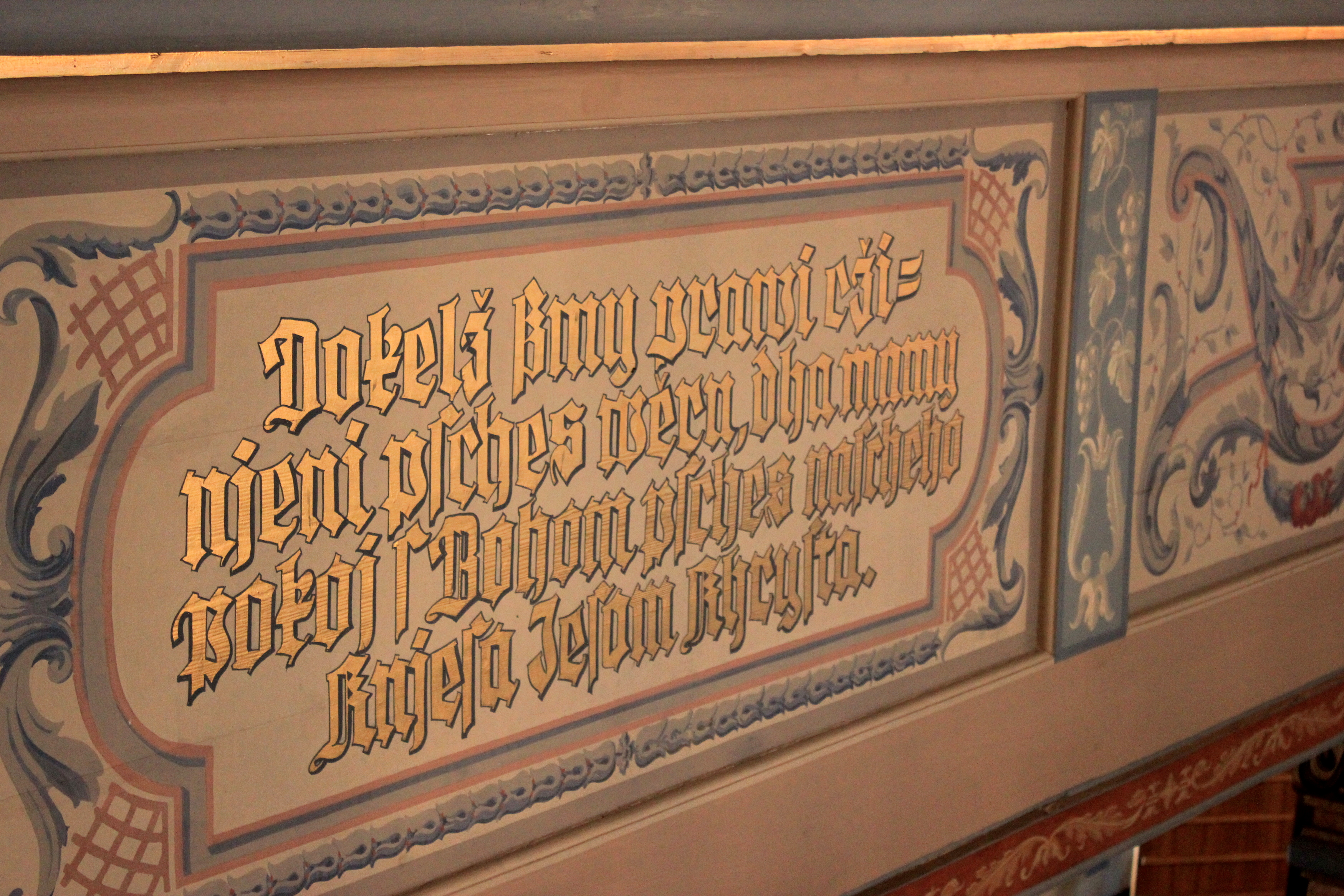
Spruchkartusche mit sorbischem Bibelvers (2017)

Zur Ausstattung der Nochtener Kirche gehört ein Kanzelaltar mit einem polygonalen kelchförmigen Kanzelkorb. Die vier kleinen Apostelfiguren aus den 1420er Jahren sowie zwei Büsten aus dem 15. Jahrhundert stammen ursprünglich aus der im Sommer 1978 gesprengten Kirche Tzschelln.

## Kirchengemeinde
Die Nochtener Kirche war nach ihrer Ersterwähnung zunächst bis 1588 eine Filialkirche von Gablenz und danach von Tzschelln. Im Jahr 1627 wurde Nochten eine Pfarrkirche mit Tzschelln als Filiale. Zusätzlich gehörten noch ein Teil von Boxberg sowie das Kapellendorf Sprey zur Nochtener Gemeinde. Mit Stand von 1848 fanden in der Nochtener Kirche jeden Sonntag Gottesdienste auf Sorbisch und jeden dritten Sonntag zusätzlich auf Deutsch statt. Als Arnošt Muka die Gemeinde in den 1880er Jahren besuchte, fanden die Gottesdienste sowohl in deutscher als auch in sorbischer Sprache statt. Noch bis 1936 fanden in Nochten sorbischsprachige Gottesdienste statt. Der Mitbegründer der Domowina Bogumił Šwjela war hier von 1908 bis 1913 als Vikar tätig. Noch 1925 stellte der Rothenburger Superintendent Nay in seinem Bericht fest, dass der sorbische Gottesdienst deutlich besser besucht war als der deutsche und sich insbesondere die Jugend nur am sorbischen beteiligte.
Im Jahr 1937 gehörte die Kirchengemeinde Nochten zum Kirchenkreis Rothenburg II in der Evangelischen Landeskirche der älteren Provinzen Preußens. Nach dem Zerfall der Landeskirche nach dem Zweiten Weltkrieg wurde die Kirchengemeinde unter Verwaltung der Evangelischen Kirche in Schlesien, die später in Evangelische Kirche der schlesischen Oberlausitz umbenannt wurde, gestellt. Im Mai 1952 fand der Sorbische Evangelische Kirchentag in Nochten statt.
Während des 20. Jahrhunderts kam die Kirchengemeinde Nochten in den Kirchenkreis Weißwasser. Die Evangelische Kirche der schlesischen Oberlausitz fusionierte am 1. Januar 2004 mit der Evangelischen Kirche in Berlin-Brandenburg zur evangelischen Kirche Berlin-Brandenburg-schlesische Oberlausitz. Am 1. Januar 2007 schlossen sich die Kirchenkreise Weißwasser, Görlitz und Niesky zum Kirchenkreis Niederschlesische Oberlausitz zusammen, der wiederum am 1. Januar 2014 im Kirchenkreis Schlesische Oberlausitz aufging.
Die Kirchengemeinde Nochten-Boxberg ist mit den Kirchengemeinden Klitten, Kreba und Reichwalde zum Pfarrsprengel Am Bärwalder See zusammengeschlossen. Es besteht eine Gemeindepartnerschaft zwischen Nochten und der Kirchengemeinde St. Michael in Lohne in Niedersachsen.